# NGC 1305
NGC 1305 é uma galáxia elíptica (E-S0) localizada na direcção da constelação de Eridanus. Possui uma declinação de -02° 18' 59" e uma ascensão recta de 3 horas, 21 minutos e 22,9 segundos.
A galáxia NGC 1305 foi descoberta em 4 de Janeiro de 1864 por Heinrich Louis d'Arrest.